# Syndicat du personnel des transports
Le Syndicat du personnel des transports (SEV) (en allemand : Gewerkschaft des Verkehrspersonals ; en italien : Sindacato del personale dei trasporti) est un syndicat suisse défendant les intérêts du personnel des entreprises de transport.

## Histoire
Les employés des entreprises de transport sont regroupés initialement dans des organisations par métiers, telles que celle des mécaniciens de locomotives, qui se créent dans les années 1870. Plusieurs tentatives de fusion de ces organisations ont lieu avant, sans succès.
Le Syndicat du personnel des transports (SEV), appelé en français jusqu'en 1995 Fédération suisse des cheminots, est finalement fondé en 1919 et adhère immédiatement à l'Union syndicale suisse. 
Le SEV met sur pied dès sa création une structure comprenant une direction syndicale et politique située à Berne et des sous-fédérations organisées autour des différents métiers. Si les membres ont toujours été majoritairement des employés des Chemins de fer fédéraux (CFF), le SEV est également représenté parmi les employés des chemins de fer privés, des compagnies d'autobus ou des compagnies de navigation.
Le SEV respecte l'interdiction en vigueur dans les années 1930 de mener des grèves, puis influence le contenu de la loi sur les CFF de 1944. Si ses relations avec les entreprises de transport sont calmes pendant les décennies d'après-guerre, les difficultés économiques qui émergent ensuite provoquent de nouvelles tensions.
En 1999, la transformation des CFF en une entreprise autonome de l'administration fédérale entraîne également des changements au sein du syndicat.

## Présidents
- Robert Bratschi (1946-1953)[2]
- Werner Meier (1972-1981)[3]
- Jean Clivaz (1981-1987)[4]
- Charly Pasche (1987-1996)[5]
- Ernst Leuenberger (1996-2005)[5],[6]
- Pierre-Alain Gentil (2005-2008)[7]
- Giorgio Tuti (dès 2009)[8]